# Pawieł Bułygin
Pawieł Pietrowicz Bułygin, ros. Павел Петрович Булыгин (ur. 4 lutego 23 stycznia?/4 lutego 1896 we Włodzimierzu, zm. 17 lutego 1936 pod Asunción) – rosyjski wojskowy, doradca wojskowy armii abisyńskiej w okresie międzywojennym, emigracyjny publicysta, pisarz i poeta.

## Życiorys
W 1915 r. ukończył gimnazjum we Włodzimierzu. Następnie rozpoczął naukę w aleksandrowskiej szkole wojskowej w Moskwie. Od 1916 r. służył w lejbgwardii Pułku Piotrogradzkiego. Był ranny. W grudniu 1917 r. w Nowoczerkasku wstąpił do nowo formowanej Armii Ochotniczej. Latem 1918 r. uczestniczył w próbie odbicia carskiej rodziny z rąk bolszewików, ale został przez nich schwytany. Udało mu się zbiec i przedostać na Krym, gdzie objął funkcję komendanta ochrony osobistej cesarzowej Marii Fiodorownej. Zgodnie z jej poleceniem udał się w sierpniu 1919 r. do sztabu adm. Aleksandra W. Kołczaka w Omsku z misją wyjaśnienia śmierci carskiej rodziny. Po śmierci adm. A. W. Kołczaka 7 lutego 1920 r., a następnie klęsce jego wojsk, P. P. Bułyginowi udało się przedostać poprzez Chiny do Paryża, przywożąc ze sobą materiały prowadzonego na Syberii śledztwa. W latach 1921–1922 mieszkał w Berlinie. W 1921 r. uczestniczył w zjeździe monarchistycznym w Reichenhall. W 1922 r. opublikował pierwszy tomik wierszy pt. Stichotworienija. W 1924 r. wyjechał do Addis Abeby. Został doradcą wojskowym w armii abisyńskiej cesarza Haile Selassie I. Jednocześnie od 1926 r. pełnił funkcję zarządcy państwowej plantacji kawy. Kontynuował swoją działalność literacką, publikując wiersze i inne utwory w różnych emigracyjnych pismach rosyjskich. W 1930 r. w Warszawie wygrał konkurs dla zagranicznych poetów i pisarzy za powieść Porosza. W styczniu 1934 r. opuścił Abisynię, udając się na krótko na Łotwę, gdzie w rejonie Rygi żyła teściowa i jego żona. Wkrótce na zaproszenie wspólnoty starowierców pod nazwą „Bałtika” wyjechał do Paragwaju. Zaprzyjaźnił się z paragwajskim prezydentem Eusebio Ayalą. W 1935 r. w Londynie została opublikowana po angielsku jego książka pt. The Murder of the Romanovs: The Authentic Account. Po jego śmierci w Rydze wyszły w 1937 r. jego kolejne wiersze pt. Jantari.